# Gwagwalada
Gwagwalada é uma área de governo local do Território da Capital Federal da Nigéria. Gwagwalada tem uma área de 1.043 km2 e uma população de 157.770 no censo de 2006.

## História
Antes da criação do Território da Capital Federal, Gwagwalada estava sob o distrito de Kwali do antigo emirado de Abuja, agora Suleja emirado. Gwagwalada foi criada em 15 de outubro de 1984. Sua população oficial foi de 158.618 pessoas no censo de 2006.A transferência da sede do governo de Lagos para Abuja em 1992 e a recente demolição de estruturas ilegais dentro do Federal City Center trouxeram um enorme afluxo de pessoas para a área, é um dos centros urbanos de maior crescimento no Território da Capital Federal. A população de Gwagwalada cresceu para mais de 1.000.000 de pessoas. Gwagwalada é uma das cinco áreas de governo local do Território da Capital Federal da Nigéria, juntamente com Abaji, Kuje, Bwari e Kwali; o Território da Capital Federal inclui também a cidade de Abuja. Gwagwalada tem uma área de 1069.589 km2.

## Estrutura administrativa
Gwagwalada é administrada por um Presidente Executivo eleito por sufrágio adulto. O Conselho é composto por 10 conselheiros eleitos que representam as dez alas do conselho, a saber: Zuba, Ibwa, Dobi Kutungu, Tunga Maje, Gwako, Paikon¬kore, Ikwa, Quarters & Central
O código postal da área é 902101.
O Presidente do Conselho é Hon. Adamu Mustapha Danze.[2] Gwagwalada é onde o mini campus da Universidade de Abuja está localizado. School For The Gifted (Escola para o superdotado) também está localizada na área.